# Кихтолка (платформа)
Ки́хтолка — остановочный пункт (бывшая станция) Санкт-Петербург — Витебского региона Октябрьской железной дороги на участке Лигово — Веймарн. Расположен на линии Калище — Веймарн в Кингисеппском районе Ленинградской области. Движение пассажирских поездов по данной линии прекращено с 1 июня 2009 года.
Остановочный пункт представлен одной низкой боковой пассажирской посадочной платформой, расположенной с восточной стороны железнодорожного полотна. Ближайший жилой населённый пункт — деревня Пиллово, расположенная севернее, сразу за полосой отвода железной дороги. В 850 метрах юго-восточнее платформы остановочного пункта протекает река Кихтолка, через которую сооружён железнодорожный мост.

## История
Станция Кихтолка была открыта в 1933 году. Основное назначение станции — вывоз кварцевого песка и красного бутового камня, добываемых в местных карьерах и каменоломне.
При объекте железнодорожной инфраструктуры возник посёлок Кихтолка (посёлок при станции).
В июле-августе 1941 года в окрестностях Кихтолки шли ожесточённые бои между немецко-фашистскими войсками и защищавшими подступы к Ленинграду подразделениями Красной Армии и береговой обороны Краснознаменного Балтийского флота. В районе станций Кихтолка и Кёрстово действовали советские 11-я, 12-я и 18-я отдельные железнодорожные артиллерийские батареи (ОЖДАБ) Балтийского флота, включённые в начале июля 1941 года в состав Лужского укреплённого сектора обороны. 16 августа 1941 года к ним присоединилась 19-я ОЖДАБ.
После прорыва 21 августа 1941 года немецкими войсками советской обороны ОЖДАБ были вынуждены отойти и впоследствии действовали из Копорья и Калища. Станции Кихтолка и Кёрстово были захвачены вермахтом и до конца января 1944-го находились под немецкой оккупацией. Обе станции были освобождены советскими войсками 31 января 1944 года.
На советской топографической карте масштаба 1:200000 1942 года издания показан действующий подъездной путь, начинавшийся от тогдашней южной горловины станции за мостом через реку Кихтолку и шедший по кривой в северо-восточном направлении. Кроме того на данной карте показано полотно разобранного железнодорожного пути, также отходившего за мостом от южной горловины станции, но пролегавшего в западном направлении и имевшего несколько боковых ответвлений.
На советской топографической карте масштаба 1:200000 1978 года издания подъездной путь, шедший в северо-восточном направлении, показан разобранным, а сама Кихтолка обозначена как остановочный пункт.
С 1997 года пристанционный посёлок Кихтолка не имеет постоянного населения.
До 30 мая 2009 года движение пригородных пассажирских поездов между Калище и Веймарном было регулярным. С введением с 31 мая 2009 года нового расписания, все пассажирские поезда на данной линии были отменены. Последний пригородный поезд из Калища в Веймарн проследовал 31 мая 2009 года собственным расписанием по специальному назначению Октябрьской железной дороги и имел номер 6835. От платформы Кихтолка данный поезд отправился в 10 часов 47 минут по московскому времени. Обратный рейс из Веймарна в Калище и далее до Ораниенбаума I был назначен на тот же день по зимнему расписанию 2008—2009 годов и имел номер 6836. С 1 июня 2009 года движение пассажирских поездов, в том числе пригородных, между Калище и Веймарном отсутствует.

## Перспективы
Согласно проекту реконструкции железнодорожной инфраструктуры и подходов к морскому порту Усть-Луга, рассчитанному на 2005—2020 годы, должна быть осуществлена электрификация 180,1 км железных дорог на участках: Гатчина — Ивангород, Веймарн — Котлы, Котлы — Усть-Луга, Котлы — Калище. Электрификация будет проходить в несколько этапов. Электрификацию участка Гатчина — Веймарн — Лужская планируется завершить в 2016 году.
В соответствии с первоначальным планом по окончании строительства подходов к порту в Усть-Луге и завершения реконструкции железнодорожной инфраструктуры планировалась организация пригородного пассажирского железнодорожного сообщения между Гатчиной и Усть-Лугой. В апреле 2014 года на заседании Координационного совета по развитию транспортной системы Петербурга и Ленобласти первый вице-президент ОАО РЖД Вадим Морозов заявил, что «ввиду отсутствия коммерческой эффективности для компании» РЖД отказывается от финансирования реконструкции той части железнодорожной инфраструктуры, что необходима для организации пригородного пассажирского сообщения на участке Гатчина — Усть-Луга.

## Достопримечательности в окрестностях
- Освящённый источник с купелью и Часовней Почаевской Иконы Божией Матери[19][20][21].
- Культовый камень-менгир[4][20].
- Остатки мельницы мызы Сиверса[20].
- Обнажение кварцевых песчаников[20][22].
- Каменоломня красного бута[4][20].
- Древнее городище в 1,5 км к юго-западу. Официально именуется «Городище Пиллово-2»[23][24][25].